# Санта-Клара (Куба)
Са́нта-Кла́ра (исп. Santa Clara) — город и муниципалитет на Кубе, административный центр провинции Вилья-Клара.
Официальным деревом является тамаринд, он изображён на гербе города.

## Географическое положение
Находится в центральной части Кубы, на реках Кубаникай и Белико.

## История

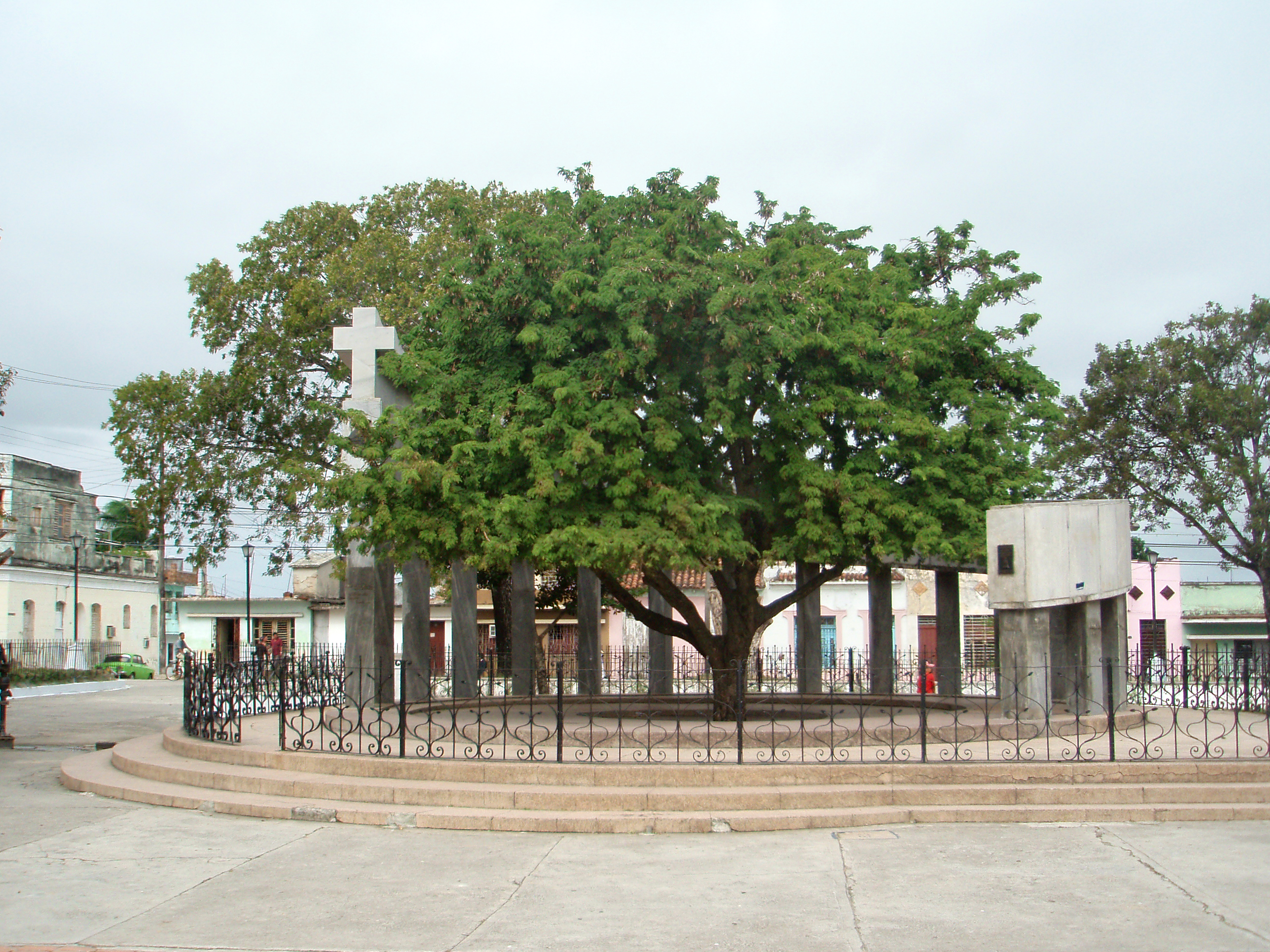
Тамаринд, посаженный на месте основания города (2008 год)

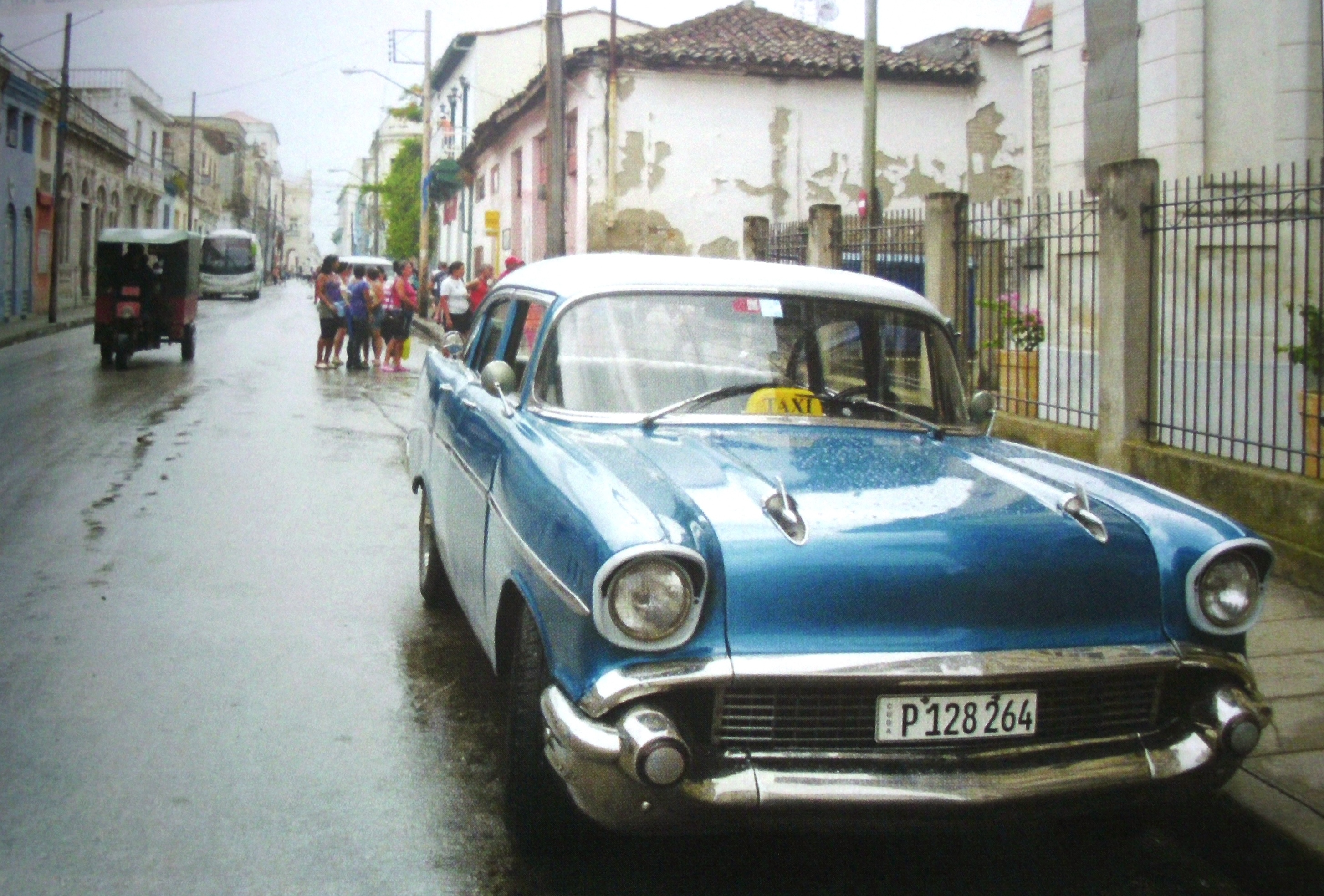
Одна из улиц города

Поселение было основано 15 июля 1689 года 175-ю поселенцами.
Город с 1807 года.
В 1943 году население города составляло 54 тыс. человек, здесь действовали предприятия табачной и обувной промышленности.
В 1948 году здесь был открыт университет Лас-Вильяс, в 1953 году — построена библиотека.
С 28 по 31 декабря 1958 года Че Гевара руководил сражением за Санта-Клару.
После Кубинской революции, в 1959 году здесь был построен жилой массив «Камило Сьенфуэгос». С 1962 года здесь выходит провинциальная газета «Vanguardia». В 1963-1964 гг. в городе была построена механическая фабрика по производству оборудования для фабрик сахарной промышленности, которая была введена в эксплуатацию 3 мая 1964 года (в настоящее время - машиностроительный завод "Empresa de Producciones Mecánicas Fabric Aguilar Noriega").
Также здесь находится завод бытовых машин (выпускающий газовые плиты, холодильники и др.).
В 1966 году здесь были построены бейсбольный стадион и сталеплавильный цех, в 1967 году — кафе «Копелия» (архитектор Х. Кортиньяс).
К началу 1980-х годов город представлял собой административный, образовательно-культурный и торгово-промышленный центр с населением 170 тыс. человек. В дополнение к предприятиям пищевкусовой (табачной, винокуренной, молочной, кофеобрабатывающей и др.), швейной и кожевенной отраслей здесь появились крупный текстильный комбинат, а также машиностроительные и металлобрабатывающие заводы.
Также является туристическим центром.
В 1997 году из Боливии на Кубу был перевезён прах Че Гевары и торжественно погребён в мавзолее на западе города.

## Транспорт
Узел железных и шоссейных дорог. Здесь находятся станция и депо Кубинской железной дороги.
Аэропорт.

## Известные жители
В городе родился писатель и известный деятель культуры Томас Гонсалес Перес.